# Campionato mondiale maschile di hockey su pista Sertãozinho 1986
Il Campionato del Mondo 1986 è stata la 27ª edizione del campionato del mondo di hockey su pista; la manifestazione è stata disputata in Brasile a Sertãozinho dal 13 al 21 settembre 1986.

La competizione fu organizzata dalla Fédération Internationale de Roller Sports.

Il torneo è stato vinto dalla nazionale italiana per la 2ª volta nella sua storia.

## Città ospitanti e impianti sportivi
| CITTÀ       | IMPIANTO | CAPIENZA |
| Sertãozinho | ?        | ?        |

## Svolgimento del torneo

### Risultati
| Sertãozinho settembre 1986 | Angola | 0 – 5 | Argentina |  |

| Sertãozinho settembre 1986 | Angola | 0 – 1 | Brasile |  |

| Sertãozinho settembre 1986 | Angola | 3 – 1 | Cile |  |

| Sertãozinho settembre 1986 | Angola | 5 – 2 | Francia |  |

| Sertãozinho settembre 1986 | Angola | 4 – 2 | Inghilterra |  |

| Sertãozinho settembre 1986 | Angola | 0 – 5 | Italia |  |

| Sertãozinho settembre 1986 | Angola | 2 – 7 | Portogallo |  |

| Sertãozinho settembre 1986 | Angola        | 0 – 4 | Spagna | \| Arbitro: \| Alberto Paulo \| |
| Arbitro:                   | Alberto Paulo |       |        |                                 |

| Sertãozinho settembre 1986 | Angola | 1 – 3 | Stati Uniti |  |

| Sertãozinho settembre 1986 | Argentina | 5 – 1 | Brasile |  |

| Sertãozinho settembre 1986 | Argentina | 8 – 2 | Cile |  |

| Sertãozinho settembre 1986 | Argentina | 10 – 1 | Francia | \| Arbitro: \| Pescuma \| |
| Arbitro:                   | Pescuma   |        |         |                           |

| Sertãozinho settembre 1986 | Argentina | 7 – 0 | Inghilterra |  |

| Sertãozinho settembre 1986 | Argentina | 2 – 5 | Italia |  |

| Sertãozinho settembre 1986 | Argentina | 1 – 5 | Portogallo |  |

| Sertãozinho settembre 1986 | Argentina | 4 – 6 | Spagna |  |

| Sertãozinho settembre 1986 | Argentina | 2 – 2 | Stati Uniti |  |

| Sertãozinho settembre 1986 | Brasile | 6 – 2 | Cile |  |

| Sertãozinho settembre 1986 | Brasile | 4 – 1 | Francia |  |

| Sertãozinho settembre 1986 | Brasile | 8 – 2 | Inghilterra |  |

| Sertãozinho settembre 1986 | Brasile | 5 – 10 | Italia |  |

| Sertãozinho settembre 1986 | Brasile | 5 – 5 | Portogallo |  |

| Sertãozinho settembre 1986 | Brasile | 2 – 9 | Spagna |  |

| Sertãozinho settembre 1986 | Brasile  | 3 – 3 | Stati Uniti | \| Arbitro: \| Ferreira \| |
| Arbitro:                   | Ferreira |       |             |                            |

| Sertãozinho settembre 1986 | Cile | 8 – 3 | Francia |  |

| Sertãozinho settembre 1986 | Cile | 1 – 2 | Inghilterra |  |

| Sertãozinho settembre 1986 | Cile | 3 – 10 | Italia |  |

| Sertãozinho settembre 1986 | Cile | 0 – 13 | Portogallo |  |

| Sertãozinho settembre 1986 | Cile          | 2 – 6 | Spagna | \| Arbitro: \| Alberto Paulo \| |
| Arbitro:                   | Alberto Paulo |       |        |                                 |

| Sertãozinho settembre 1986 | Cile | 1 – 2 | Stati Uniti |  |

| Sertãozinho settembre 1986 | Francia | 1 – 3 | Inghilterra |  |

| Sertãozinho settembre 1986 | Francia | 0 – 9 | Italia |  |

| Sertãozinho settembre 1986 | Francia | 5 – 8 | Portogallo |  |

| Sertãozinho settembre 1986 | Francia  | 2 – 13 | Spagna | \| Arbitro: \| G. Hucby \| |
| Arbitro:                   | G. Hucby |        |        |                            |

| Sertãozinho settembre 1986 | Francia | 2 – 7 | Stati Uniti |  |

| Sertãozinho settembre 1986 | Inghilterra | 1 – 12 | Italia |  |

| Sertãozinho settembre 1986 | Inghilterra | 2 – 9 | Portogallo |  |

| Sertãozinho settembre 1986 | Inghilterra | 4 – 9 | Spagna |  |

| Sertãozinho settembre 1986 | Inghilterra | 2 – 8 | Stati Uniti |  |

| Sertãozinho settembre 1986 | Italia     | 8 – 3 | Portogallo | \| Arbitro: \| Gary Trott \| |
| Arbitro:                   | Gary Trott |       |            |                              |

| Sertãozinho settembre 1986 | Italia | 2 – 1 | Spagna |  |

| Sertãozinho settembre 1986 | Italia | 2 – 0 | Stati Uniti |  |

| Sertãozinho settembre 1986 | Portogallo | 3 – 5 | Spagna |  |

| Sertãozinho settembre 1986 | Portogallo | 6 – 1 | Stati Uniti |  |

| Sertãozinho settembre 1986 | Spagna      | 3 – 0 | Stati Uniti | \| Arbitro: \| Ervin Isler \| |
| Arbitro:                   | Ervin Isler |       |             |                               |

### Classifica
|     | Squadra     | PT | G | V | N | P | GF | GS | Diff. | Note              |
| --- | ----------- | -- | - | - | - | - | -- | -- | ----- | ----------------- |
| 1.  | Italia      | 18 | 9 | 9 | 0 | 0 | 65 | 15 | +50   |                   |
| 2.  | Spagna      | 16 | 9 | 8 | 0 | 1 | 56 | 19 | +37   |                   |
| 3.  | Portogallo  | 13 | 9 | 6 | 1 | 2 | 59 | 29 | +30   |                   |
| 4.  | Argentina   | 11 | 9 | 5 | 1 | 3 | 44 | 21 | +23   |                   |
| 5.  | Stati Uniti | 10 | 9 | 4 | 2 | 3 | 20 | 21 | -1    |                   |
| 6.  | Brasile     | 10 | 9 | 4 | 2 | 3 | 35 | 37 | -2    |                   |
| 7.  | Angola      | 6  | 9 | 3 | 0 | 6 | 15 | 30 | -15   |                   |
| 8.  | Inghilterra | 4  | 9 | 2 | 0 | 7 | 17 | 53 | -36   | Campionato B 1988 |
| 9.  | Cile        | 2  | 9 | 1 | 0 | 8 | 20 | 53 | -33   | Campionato B 1988 |
| 10. | Francia     | 0  | 9 | 0 | 0 | 9 | 17 | 68 | -51   | Campionato B 1988 |

## Campioni
| Campione del Mondo 1986 |
| ----------------------- |
| Italia 2º titolo        |